# مسجد ومدرسة صالحية
مسجد ومدرسة صالحية (بالفارسية: مسجد و مدرسه صالحیه) هو مسجد ومدرسة تاريخي يعود إلى عصر القاجاريون، ويقع في قزوين.